# Duyệt binh

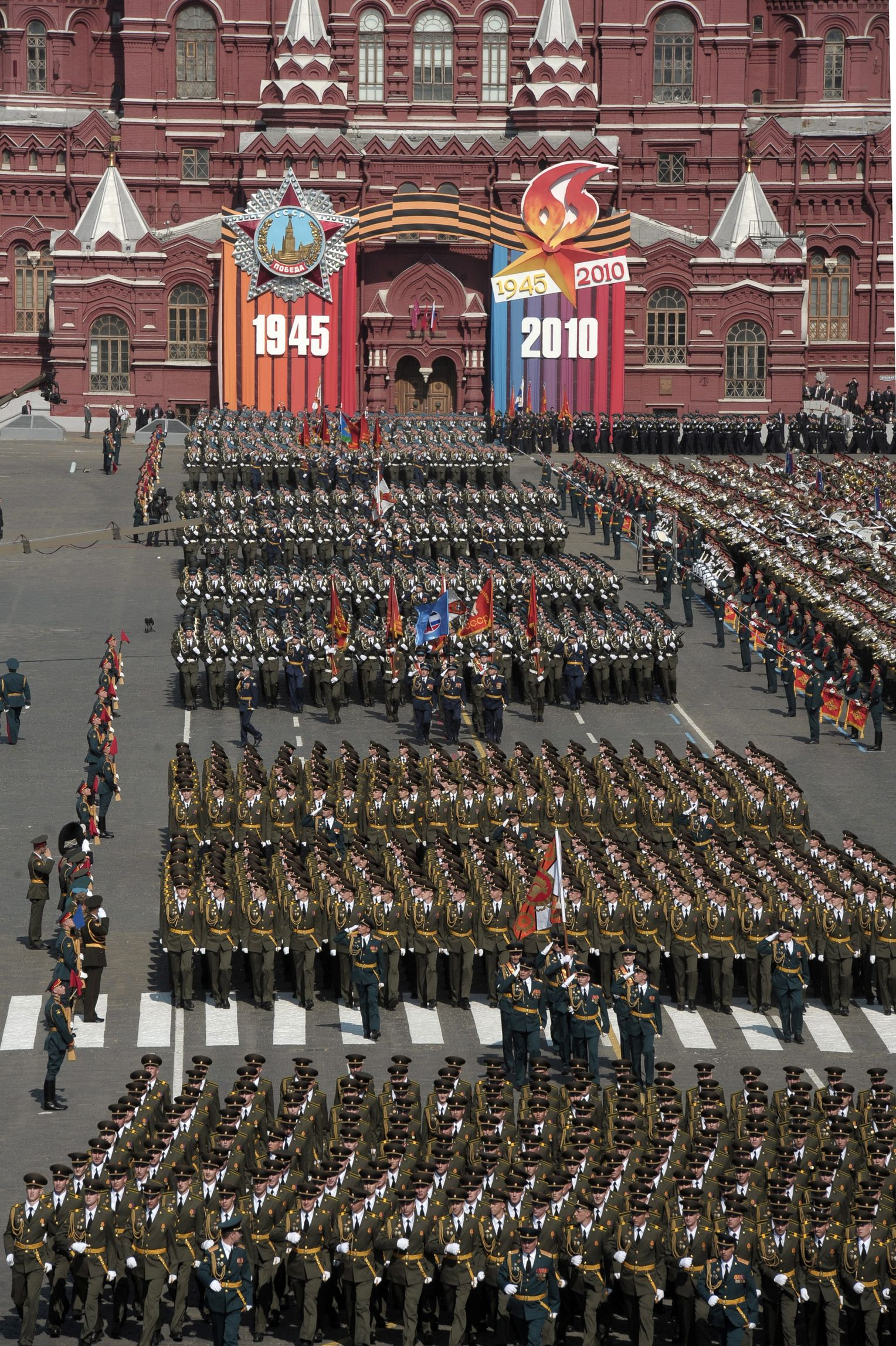
Đội hình duyệt binh ở Quảng trường Đỏ

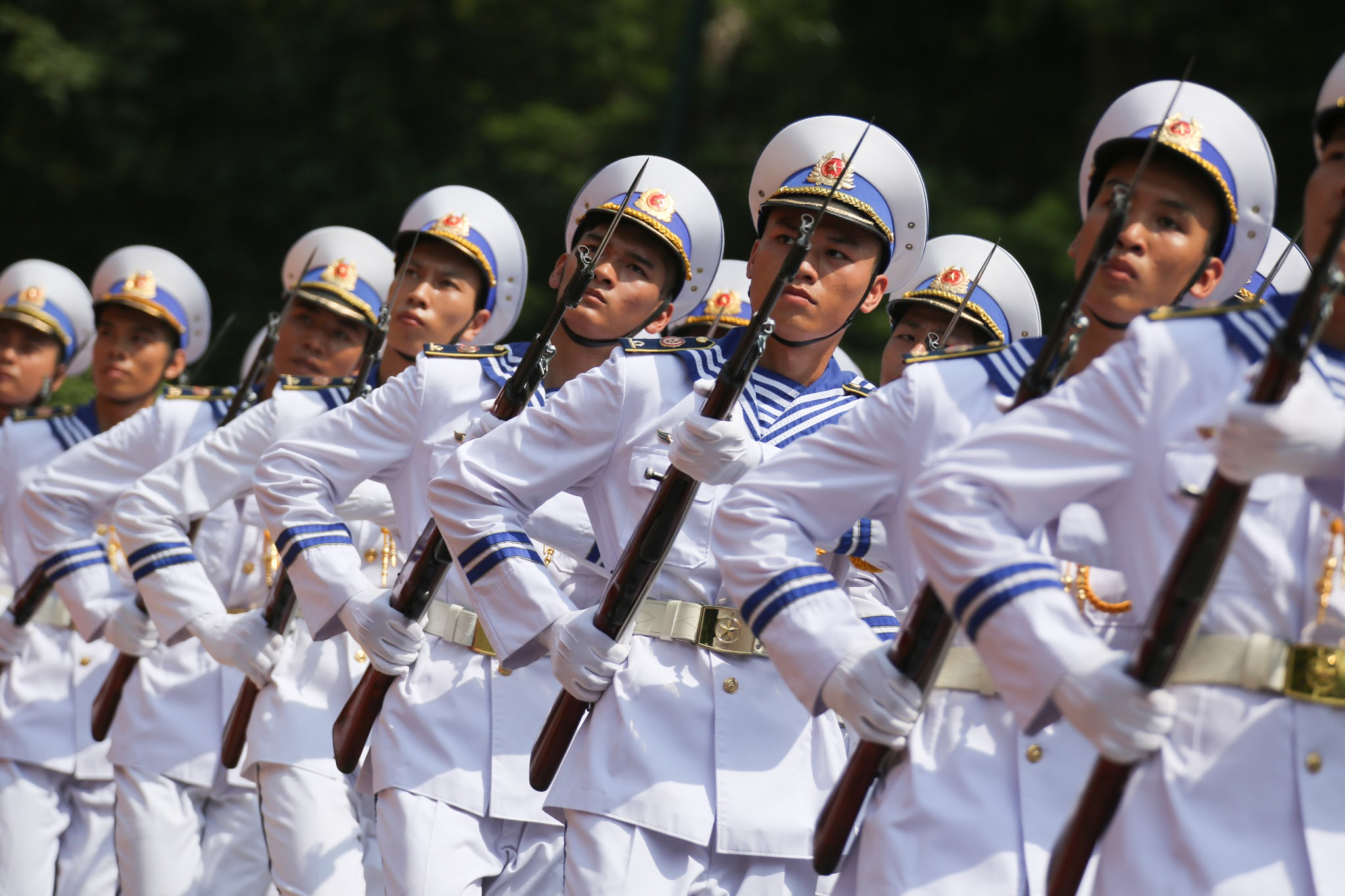
Duyệt binh ở Việt Nam

Duyệt binh hay Diễu binh (Military parade) là một đội hình binh lính được bố trí, xắp xếp di chuyển có tổ chức theo hàng lối nghiêm chỉnh với động tác đều nhau, thông qua đó kiểm tra tượng trưng kỷ luật đội hình, đội ngũ của lực lượng vũ trang. Đây là hoạt động tập hợp lại các đội hình thành các khối tiến vào lễ đài để biểu dương sức mạnh quân sự trong buổi lễ long trọng. Các đội hình diễu binh thường đi điều lệnh bước đều, dương cao cờ hiệu, manng theo vũ khí, phương tiện quân sự để phô diễn sức mạnh quân sự. Mục đích chính của duyệt binh, diễu binh là tuyên truyền, cổ động, thể hiện sức mạnh của quốc gia và tạo khí thế trong các dịp lễ lớn hoặc kỷ niệm chiến thắng lịch sử. Các cuộc diễu hành quân sự lớn ngày nay được tổ chức vào các ngày lễ lớn và sự kiện quân sự trên khắp thế giới.
Duyệt binh mừng chiến thắng (Victory parade) là cuộc diễu hành được tổ chức để ăn mừng chiến thắng. Trong lịch sử Việt Nam, Lễ duyệt binh Chiến thắng Hà Nội được tổ chức vào ngày 1 tháng 1 năm 1955 trong thời kỳ Chiến tranh Việt Nam. Lãnh tụ Việt Nam Hồ Chí Minh đã công bố chính sách của chính phủ nhằm khôi phục nền kinh tế của Bắc Việt Nam. Một bộ phim của Liên Xô có tên Việt Nam đã được phát hành với nội dung về cuộc diễu hành. Những cuộc diễu binh quy mô khác là cuộc Diễu binh Chiến thắng Điện Biên Phủ 2024 và Lễ Diễu binh mừng Ngày chiến thắng 30 tháng 4 được tổ chức vào năm 2025 tại Thành phố Hồ Chí Minh. Các cuộc diễu hành đông người cũng có thể đóng vai trò tuyên truyền, được sử dụng để thể hiện sức mạnh quân sự hùng hậu của một quốc gia, có thể kể đến như Lễ Duyệt binh Ngày Chiến thắng tại Quảng trường Đỏ hàng năm của quân đội Nga hay lễ duyệt binh chỉnh tề, bước đều tăm tắp đầy khí thế của quân đội Bắc Triều Tiên tại Bình Nhưỡng.

## Lịch sử
Thuật ngữ diễu binh, duyệt binh, diễu hành quân sự bắt nguồn từ truyền thống chiến đấu đội hình khép kín, trong đó binh lính được tổ chức theo đội hình rất nghiêm nghị, chỉnh tề, kỷ luật kỷ cương để tối đa hóa hiệu quả chiến đấu của đơn vị. Chiến đấu theo đội hình được sử dụng như một giải pháp thay thế cho chiến đấu cận chiến và đòi hỏi kỷ luật nghiêm ngặt trong hàng ngũ và các sĩ quan có năng lực. Chiến đấu theo đội hình khép kín đã bị loại bỏ dần do những tiến bộ về trang thiết bị và chiến thuật quân sự, và bộ binh hiện đại hiện sử dụng đội hình và chiến thuật giao tranh. Tuy nhiên, tập trận mô phỏng là một phần quan trọng của giáo dục và đào tạo quân sự để truyền đạt lòng tự hào và kỷ luật cho quân nhân. Vào thời cổ đại, tập trận trở nên quan trọng hơn khi những người đàn ông ngừng chiến đấu như những cá nhân và bắt đầu chiến đấu cùng nhau như những đơn vị.
Tập trận như một thành phần quan trọng của cỗ máy chiến tranh càng trở nên quan trọng hơn khi quy mô quân đội tăng lên, ví dụ, khi Philip II của Macedon kỷ luật quân đội của mình để họ có thể nhanh chóng tạo thành đội hình Phương trận (Phalanx) đóng vai trò rất quan trọng đối với thành công của ông với tư cách là một vị tướng. Sau này, quân đội La Mã đã sử dụng các cuộc tập trận quân sự để tối đa hóa hiệu quả và tính sát thương trong suốt chiều dài lịch sử của họ. Quân đội hiện đại sử dụng các cuộc diễu hành cho mục đích nghi lễ, khuyến khích và thể hiện kỷ luật và để tạo dựng lòng tin vào lực lượng quân sự của đất nước. Cuộc tập trận của Hoa Kỳ dựa trên sự đóng góp của Nam tước von Steuben, một sĩ quan Quân đội Phổ từng phục vụ trong Quân đội Lục địa. 